# Agrotis idonea
Agrotis idonea är en fjärilsart som beskrevs av Pieter Cramer 1780. Agrotis idonea ingår i släktet Agrotis och familjen nattflyn. Inga underarter finns listade i Catalogue of Life.